# Гречешть (комуна)
Гречешть, Гречешті (рум. Grecești) — комуна у повіті Долж в Румунії. До складу комуни входять такі села (дані про населення за 2002 рік):
- Бербой (508 осіб)
- Бусу (598 осіб)
- Бусулецу (42 особи)
- Гредіштя (190 осіб)
- Гречешть (374 особи)
- Гропанеле (327 осіб)

Комуна розташована на відстані 223 км на захід від Бухареста, 44 км на захід від Крайови.

## Населення
За даними перепису населення 2002 року у комуні проживали 2039 осіб.
Національний склад населення комуни:
| Національність | Кількість осіб | Відсоток |
| -------------- | -------------- | -------- |
| румуни         | 2038           | > 99,9%  |
| угорці         | 1              | < 0,1%   |

Рідною мовою назвали:
| Мова      | Кількість осіб | Відсоток |
| --------- | -------------- | -------- |
| румунська | 2038           | > 99,9%  |
| угорська  | 1              | < 0,1%   |

Склад населення комуни за віросповіданням:
| Релігія       | Кількість осіб | Відсоток |
| ------------- | -------------- | -------- |
| православні   | 2029           | 99,5%    |
| реформати     | 1              | < 0,1%   |
| п'ятдесятники | 1              | < 0,1%   |
| бретрени      | 1              | < 0,1%   |